# أنجيلو كامبوس
أنجيلو كامبوس هو لاعب كرة قدم سويسري في مركز الهجوم، ولد في 30 مارس 2000 في خور في سويسرا. لعب مع نادي سانت غالن.